# B. Braun Melsungen
Die B. Braun SE ist ein deutsches Pharma- und Medizinbedarfs-Unternehmen mit Sitz in Melsungen im Schwalm-Eder-Kreis in Hessen. Es gehört weltweit zu den führenden Herstellern von Medizintechnik- und Pharmaprodukten und erzielte 2020 mehr als 80 Prozent seines Umsatzes im Ausland.

## Produktpalette
Die B. Braun SE stellt u. a. Kanülen, medizinische Geräte und Medizinprodukte für die Injektions- und Infusionstherapie her; weiterhin auch Geräte für die Dialyse, Produkte zur Wundversorgung, patientenindividuelle Medikamentenzubereitungen (CAPS) sowie chirurgische und orthopädische Instrumente und Apparate. Das Sortiment umfasst rund 5.000 Produkte. Im Fokus stehen dabei Kliniken, Arztpraxen, Dialysezentren, Apotheken, Pflege- und Rettungsdienste sowie die häusliche Pflege.

### Chirurgie und Orthopädie
Die Chirurgie-Sparte Aesculap fand ihre Anfänge 1867 in Tuttlingen, als der Messerschmied Gottfried Jetter eine Werkstätte für chirurgische Instrumente gründete. 1922 wurde ein zangenförmiger Nähapparat entwickelt, der sichere Magen-Darm-Verschlüsse ermöglichte. 1976 erwirbt B. Braun die Mehrheitsbeteiligung an der Aesculap AG. 1998 erfolgt die Eingliederung des Unternehmens in das Unternehmen B. Braun als Sparte Aesculap. 2012 führt das Unternehmen ein neues dreidimensionales Kamerasystem, Einstein Vision, für minimalinvasive Operationen ein.

### Infusionstherapie
1930 entwickelte B. Braun die Infusionslösung Sterofundin. 1951 führte B. Braun eine mechanische Spritzenpumpe zur Dauerinfusion ein, den Vorgänger für die nachfolgenden Perfusor-Generationen. 1956 begann B. Braun mit der Herstellung von Infusionslösungsbehältern aus Kunststoff. 1962 kam die Braunüle, eine einteilige Venenverweilkanüle aus Kunststoff, auf den Markt. 1971 folgte der Infusomat, eine volumetrische Infusionspumpe.

### Extrakorporale Blutbehandlung
1969 übernahm B. Braun den Dialysemaschinen-Hersteller FRABA.
Seit 1991 betreibt das Unternehmen weltweit eigene Dialysezentren. 2003 führt Braun das Dialysegerät Dialog+ ein.

## Geschichte und Entwicklung

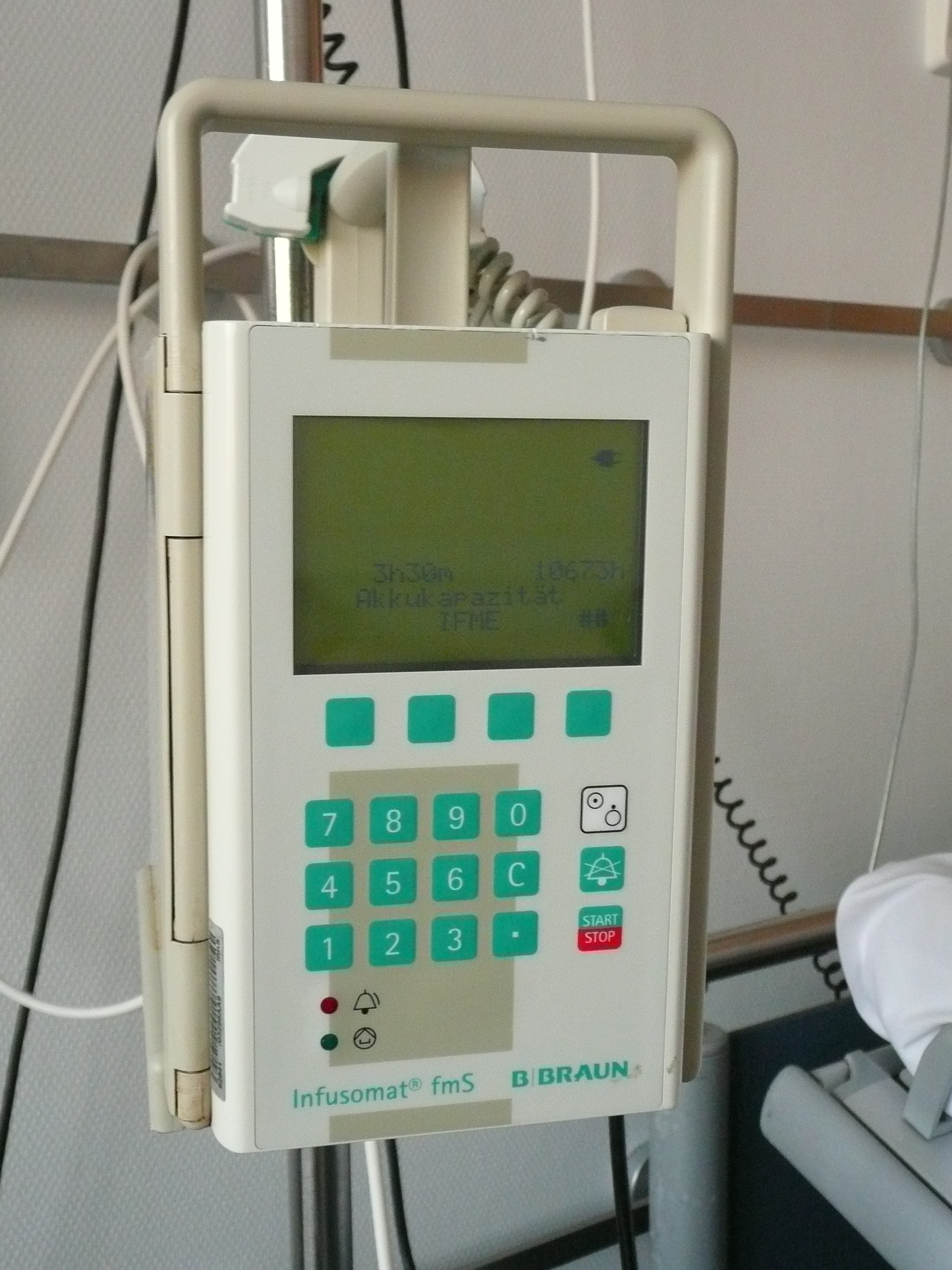
Infusionspumpe (Infusomat fmS)

Die Firma B. Braun wurde gegründet durch die Rosen-Apotheke. Diese wurde am 23. Juni 1839 für 14.000 Taler von Julius Wilhelm Braun in der Brückenstraße in Melsungen erworben.
Dessen Sohn Bernhard Braun begann ab 1864 mit der Produktion von Pflastern und Migränestiften. 1867 wurde die Apotheke von der Produktion der Pharmazeutischen Erzeugnisse getrennt und der Betrieb unter dem heutigen Namen B. Braun ins Handelsregister eingetragen. 1900 übernahm Carl Braun die Apotheke und das Unternehmen von seinem Vater. Ab 1908 begann das Unternehmen in Zusammenarbeit mit dem Chirurgen Franz Kuhn mit der Herstellung von Nahtmaterial aus sterilen, resorbierbaren Hammeldärmen (Catgut). Es folgte die Produktion von Frakturschienen zur Knochenbruchbehandlung.
1914 wurden die ersten Blutdruckmessgeräte hergestellt. 1923 wurde die noch existierende Betriebskrankenkasse B. Braun Melsungen durch Carl Braun gegründet. In Mailand wurde 1925 die erste ausländische Produktionsstätte errichtet. 1930 begann die Entwicklung der modifizierten Tyrode-Lösung Sterofundin, der Basis für alle späteren Vollelektrolytlösungen bei B. Braun. 1935 begann die Produktion von Synthofil A, einem unresorbierbaren synthetischen Nahtmaterial.
Im Jahr 1929 übernahm Otto Braun den Betrieb, 1937 wurde Bernhard Braun wissenschaftlicher Leiter. Die beiden Brüder betrieben die Expansion des Unternehmens und erweiterten die Produktpalette; 1939 hatte die Fabrik 500 Mitarbeiter.
Während des Zweiten Weltkrieges beschäftigte das Unternehmen Zwangsarbeiter aus dem AEL-Breitenau. Zu diesen Zwangsarbeitern gehörte auch die jüdische Ärztin Lilli Jahn, Mutter von Gerhard Jahn.

### Nachkriegszeit
Nach dem Zweiten Weltkrieg wurden die ersten Infusionspumpen und Infusionsgeräte aus Glas entwickelt.
Im Jahre 1949 erfolgte die Markteinführung von Supramid-Braun, ein chirurgisches Nahtmaterial auf Nylonbasis. 1955 wurde im spanischen Rubí bei Barcelona ein Werk für Nahtmaterial unter dem Namen Material Clínico, S. A. (heute B. Braun Medical, S. A.) gegründet. Die Braunüle verwendete 1962 als einteilige Infusionskanüle erstmals Kunststoff als Material. Der Umsatz stieg bis ins Jahr 1964 bei etwa 1700 Mitarbeitern auf 50 Millionen DM. 1966 wurde die B. Braun-Stiftung zur Förderung der Aus- und Weiterbildung von Ärzten und Pflegepersonal gegründet. Das Stiftungskapital stammt aus den Verkaufserlösen der Fachzeitschrift „Die Schwester“ (heute: „Die Schwester, der Pfleger“).
Im Jahr 1968 übertrugen Otto und Bernhard Braun 90 Prozent der Anteile unter Nießbrauchsvorbehalt an ihre Kinder. In einem zweiten Schritt wurden, nach der Umwandlung des Unternehmens 1971 in eine Aktiengesellschaft, 1983 die restlichen zehn Prozent an die Enkelkinder übertragen. In dieser Phase wurde 1977 Ludwig Georg Braun, Sohn von Otto Braun, Sprecher des Vorstands.
Weitere Produktionsstätten wurden in Malaysia (1972), Frankreich (1976) und in den USA (1979) gegründet.
1976 erwarb die Firma B. Braun die Aesculap AG aus Tuttlingen und erreichte damit 425 Millionen DM Jahresumsatz. Die Zahl der Mitarbeiter stieg mit der Übernahme auf etwa 3100. 1998 übersprang der Umsatz die Vier-Milliarden-DM-Marke bei 27.000 Beschäftigten.
1992 wurde ein neues Werk von dem Architekten James Stirling entworfen und auf dem Gelände „Pfieffewiesen“ in Melsungen eingeweiht.
In den 1990er Jahren wurde bekannt, dass sich die Unternehmen Braun und Biodynamics Hirnhäute aus Berliner Krankenhäusern für die Herstellung von Arzneiprodukten liefern ließen. Der Chef der Pathologie der Berliner Universitätsklinik Rudolf Virchow erhob im Februar 1996 den Vorwurf, Braun Melsungen habe für die Herstellung von Arzneiprodukten aus menschlichen Hirnhäuten „HIV-infiziertes Material erhalten“. Von 1989 bis 1994 waren illegal 3500 Hirnhäute aus acht Berliner Krankenhäusern an die Firma Braun, 500 an die Firma Biodynamics in Erlangen geliefert. Braun hatte für das Produkt Lyodura Hirnhäute auch von Tuberkulose-Kranken, von Hepatitis-Infizierten und Toten mit Metastasen im Hirn verarbeitet.
Durch Hirnhauttransplantate mit dem Pflastermaterial Lyodura, das von B. Braun hergestellt wurde, kam es – größtenteils in Japan – bis 2004 zu etwa 120 Infektionen mit der Creutzfeldt-Jakob-Krankheit. Aufgrund mangelnder Kontrollen der Hirnhautspender sowie des Herstellungsprozesses, bei dem Hirnhäute ungenügend desinfiziert und in Stapeln übereinander gelagert wurden, erfolgte eine Kreuzkontamination gesunder Hirnhäute mit Prionen. Lyodura wurde als eine Art „Pflaster“ bei Operationen verwendet, zumal es sich durch geringe Abstoßungsreaktionen auszeichnete. Nach erfolgloser Änderung des Herstellungsprozesses beendete B. Braun die Produktion 1996 in Deutschland. Ähnliche Produkte anderer Hersteller wurden in den USA und Kanada 2002 vom Markt genommen. Im selben Jahr vereinbarte B. Braun Melsungen mit den japanischen Gesundheitsbehörden die Zahlung einer Entschädigung an die Familien der Opfer in Höhe von jeweils über 600.000 US-Dollar.
Seit 2000 besteht eine logistische Allianz mit der Hartmann Gruppe. 2001 eröffnet das Unternehmen das Europagebäude in Melsungen, sowie die Benchmark-Factory in Tuttlingen, eine Produktionsstätte für Implantate. 2004 erwarb B. Braun Melsungen die Saxonia Medical in Radeberg, eine Produktionsstätte für Dialysatoren, und 2005 Ascalon in Berggießhübel (Fertigung von Hohlfasermembranen für Dialysatoren). 2009 erfolgte die Markteinführung eines medikamentenbeschichteten Ballonkatheters, der die Durchblutung der Herzkranzgefäße verbessert.
Im Februar 2012 teilte das Unternehmen mit, kein Humaninsulin mehr zu vertreiben. Im selben Jahr stieg B. Braun mit einer Beteiligung an der Tübinger CeGaT GmbH in den Markt für Gendiagnostik ein.
Im August 2012 gaben die Rhön-Kliniken bekannt, dass B. Braun Melsungen fünf Prozent der Aktien erworben hat. B. Braun steigerte die Beteiligung bis 2020 auf 25,3 % der Aktien. Im Juni 2020 nahm B. Braun das öffentliche Übernahmeangebot der Asklepios Kliniken GmbH & Co. KGaA an und verkaufte alle Anteile seiner Rhön-Klinik-Beteiligung an die Asklepios-Kliniken.
2013 eröffnete B. Braun ein Tages- und Seminarzentrums in der Anlage Kloster Haydau in Morschen. 2018 eröffnete B. Braun eine neue Produktionsstätte für Dialysatoren in Wilsdruff, Sachsen.
Im April 2019 übernahm Anna Maria Braun, die Tochter von Ludwig Georg Braun, den Vorstandsvorsitz des Konzerns von Heinz-Walter Große (2011–2019).

## Heutige Situation
Im Geschäftsjahr 2024 betrug der Jahresumsatz 9,137 Milliarden Euro. Das Unternehmen beschäftigt in 64 Ländern 64.262 Mitarbeiter und ist im Eigentum der Gründerfamilie. Stammsitz ist das nordhessische Melsungen, Vorstandsvorsitzende ist Anna Maria Braun. Das Unternehmen wird paritätisch mitbestimmt.

### Sparten
B. Braun hat sein Geschäft in drei Sparten unterteilt:
- Hospital Care rüstet Krankenhäuser aus und ist führend bei Produkten der klinischen Versorgung und für stationäre Behandlung von Patienten.
- Aesculap ist Weltmarktführer für handgehaltene chirurgische Instrumente.
- B. Braun Avitum ist einer von drei weltweit tätigen Komplettanbietern bei extrakorporaler Blutbehandlung.[27]

### Tochterunternehmen
Die Schweizer Tochterfirma des Unternehmens ist die B. Braun Medical AG, die Medizinalprodukte entwickelt und herstellt. Sie gehört zu den 500 größten Schweizer Unternehmen und beschäftigt an den vier Standorten Crissier, Escholzmatt, Luzern und Sempach knapp 1000 Mitarbeitende. In Escholzmatt produzieren ca. 250 Mitarbeiter medizinische Kunststoff-Einmalartikel für Infusionsprodukte.
Weitere Tochterunternehmen sind
- Aesculap AG, Tuttlingen
- B. Braun Avitum AG, Melsungen
- B. Braun Deutschland GmbH & Co. KG, Melsungen
- Bibliomed Medizinische Verlagsgesellschaft mbH, Melsungen
- Nutrichem diät+pharma GmbH, Roth